# Немыские
Немыские (пол. Niemyski) — дворянский род.
В Подляском Воеводстве водворившиеся. Из них Валентин купил в 1716 году в Бельской Земле поместья Любович-Бызе и Квятки.

## Описание герба
В середине подковы стрела с раздвоенным перьем, острием вверх. В навершии шлема ястреб, вправо, держащий в когтях правой ноги подкову со стрелою, подобную как в щите. Герб Ястршембец 8 (употребляют: Немыские) внесен в Часть 2 Гербовника дворянских родов Царства Польского, стр. 193.